# Iboza
Iboza  é um gênero botânico da família Lamiaceae, nativo da África e Madagáscar.

## Espécies
| - Iboza bainesii - Iboza barbarae - Iboza brevispicata - Iboza galpini | - Iboza multiflora - Iboza riparia - Iboza urticifolia |